# 埌西站
埌西站是南宁轨道交通3号线的地铁车站，位于中华人民共和国广西壮族自治区南宁市青秀区金湖南路与桂春路交叉口，于2019年6月6日开通。

## 车站结构
埌西站位于金湖南路与桂春路交叉口，沿金湖南路设置，大致呈南北走向，为地下两层岛式站台车站，车站长468.9米，车站地下一层为站厅层，地下二层为站台层，站台设置全高站台门。车站北侧设有两条存车线。
| 地面              | 出入口 | A、C、D出入口及商业出入口                                                                                         |
| 地下一层          | 站厅   | 客服中心、自动售票机、验票机                                                                                      |
| 地下二层          | 站台   | \| \| \| █ 3号线往科园大道（金湖广场） \| \| 島式 · 開左邊车门 \| \| \| \| \| \| █ 3号线往平良立交（青竹立交） \| |
|                   |        | █ 3号线往科园大道（金湖广场）                                                                                     |
| 島式 · 開左邊车门 |        | |
|                   |        | █ 3号线往平良立交（青竹立交）                                                                                     |

## 出入口
埌西站目前开放9个出入口，其中包含A、C、D3个地铁出入口及6个商业出入口，各出口及周围设施如下所示：
| 编号                | 出入口信息                                                                                       | 照片         | 无障碍设施   |
| 连通地铁站厅        | 连通地铁站厅                                                                                     | 连通地铁站厅 | 连通地铁站厅 |
| ------------------- | ------------------------------------------------------------------------------------------------ | ------------ | ------------ |
| A · 出口 · （设有） | 金湖南路，汇春路，桂春路，金洲路，南宁市教育局，南宁市二十九中学，广西壮族自治区疾病预防控制中心 |              |              |
| C · 出口            | 金湖南路，锦春路，桂春路，广西壮族自治区文化和旅游厅，埌西小学                                   |              | 不適用       |
| D · 出口            | 金湖南路，桂春路，金浦路，广西壮族自治区教育厅                                                   |              | 不適用       |
| 连通地下商业街      |                                                                                                  |              |              |
| E · 出口            | 金湖南路                                                                                         |              | 不適用       |
| F · 出口            | 金湖南路                                                                                         |              | 不適用       |
| G · 出口            | 金湖南路                                                                                         |              | 不適用       |
| H · 1 · 出口        | 金湖南路                                                                                         |              | 不適用       |
| H · 2 · 出口        | 金湖南路                                                                                         |              | 不適用       |
| I · 出口            | 金湖南路，维也纳国际酒店                                                                         |              | 不適用       |
| 图例： 设有         |                                                                                                  |              |              |

## 接驳交通

### 公交车
- 桂春金浦路口：WD10路
- 汇春金湖路口：60路
- 金湖汇春路口：609路

## 车站历史
本站工程名为桂春路站，正式站名为埌西站，以车站所处的埌西村命名。
- 2017年
  - 1月13日，3号线车站主体结构封底[4]。
  - 3月25日，3号线车站主体结构封顶[3]。
- 2019年6月6日，3号线车站随3号线一期通车开通[2]。
- 2024年9月10日，因6号线施工，车站B出入口与A出入口无障碍电梯临时关闭[5]。